# ヘルケバブ 悪魔の肉肉パーティー
『ヘルケバブ 悪魔の肉肉パーティー』（原題：Baskin）は、2015年のトルコ・アメリカ合作のホラー映画。

## スタッフ
- 監督：ジャン・エベノル
- 脚本：オグルジャン・エラン・アカイ、ジャン・エベノル、ジェン・オズグル、エルシン・サディコク
- 製作総指揮：トッド・ブラウン、ムーグ・バユトラス、マイク・ホステンク
- 音楽：ウラス・パッカン
- 撮影：アルプ・コルファリ
- 編集：エルカン・オゼカン

## キャスト
- ムハレム・バイラク：ヤヴズ
- マフメット・アキフ・ブダク：ディナー・フットボーイ
- ファディク・ビュルビュル：アポ（チーフ）
- デリン・チャンカヤ
- マフメット・チェラホグ：ババ＆教祖
- ギョルケム・カサル：アルダ